# ألفرد كايزر
ألفرد كايزر (بالفرنسية: Alfred Kaiser) هو لاعب كرة قدم فرنسي، ولد في 6 يونيو 1947 في الراين الأسفل في فرنسا. لعب مع نادي باريس ونادي لانس.

## وصلات خارجية
- ألفرد كايزر على موقع قاعدة بيانات كرة القدم.إي يو (الإنجليزية)